# USS Houston (1930)
USS Houston (CL / CA-30), was een Northampton-klasse kruiser van de U.S. Navy. Het was het tweede marine-schip dat de naam "Houston" kreeg. De kruiser werd te water gelaten te Newport News, Virginia, op 7 september 1929, gesponsord door Elizabeth Holcombe (dochter van Oscar Holcombe, burgemeester van Houston, Texas) en op 17 juni 1930 in dienst gesteld met Captain Jesse Bishop Gay als commandant.
Het schip werd oorspronkelijk geclassificeerd als een lichte kruiser (rompnummer CL-30) vanwege het dunne pantser. De Houston werd echter op 1 juli 1931 (CA-30) herontworpen. Daardoor werd het een zware kruiser, aangezien de bepalingen van het 1930-Londense Marineverdrag schepen met 8 inch hoofdwapens beschouwden als zware kruisers.

## Interbellum
Na een proefvaart in de Atlantische Oceaan, keerde de Houston terug in oktober 1930 naar de Verenigde Staten. Het schip bezocht zijn naamgenootstad, kwam bij de vloot in Hampton Roads Steam en voer naar New York. De kruiser vertrok aldaar op 10 januari 1931 met  bestemming  de Stille Oceaan. Na tussenstops bij het Panamakanaal en de Hawaïaanse eilanden, arriveerde het schip in Manilla op 22 februari. De Houston werd bij aankomst vlaggenschip van de Aziatische vloot. Het daaropvolgende jaar nam de kruiser deel aan opleidingen en oefeningen in het Verre Oosten.

### Chinese-Japanse oorlog
Ten tijde van het Mantsjoerije-incident tussen China en Japan in 1931, werd de Houston op 31 januari opgedragen Sjanghai te beschermen om de Amerikaanse belangen veilig te stellen. Ze zette marinierpelotons aan land om de situatie te stabiliseren en bleef in de buurt, met uitzondering van een goodwill-cruise naar de Filipijnen in maart en een naar Japan in mei 1933, tot het schip op 17 november 1933 terugkeerde naar Augusta voor onderhoud. De kruiser zette koers naar San Francisco om de Scouting Force af te sluiten. Voor de resterende  jaren voorafgaande aan de Tweede Wereldoorlog heeft het oorlogsschip deelgenomen aan vlootopdrachten en manoeuvres in de Stille Oceaan.

### Roosevelt aan boord
Gedurende deze periode heeft de Houston diverse speciale missies uitgevoerd. President Franklin Roosevelt kwam op 1 juli 1934 in Annapolis, Maryland, aan boord voor een cruise van bijna 12.000 zeemijlen (22.000 km) door het Caribisch gebied en naar Portland, Oregon, via Hawaï. De Houston vervoerde ook de assistent-secretaris van de marine Henry L. Roosevelt met een cruise op de Hawaïaanse eilanden, waarna het schip op 15 mei 1935 terugkeerde naar San Diego.
Na een korte cruise in de wateren van Alaska, keerde de kruiser terug naar Seattle. Het schip nam de president op 3 oktober opnieuw aan boord voor een vakantiecruise naar Cedros Island, Magdalena Bay, Cocos Islands, en Charleston, South Carolina. De Houston gaf ook acte de présence bij de opening van de Golden Gate Bridge op 28 mei 1937 in San Francisco en bij een vlootschouw in dezelfde stad op 14 juli 1938. Roosevelts 24-daagse cruise aan boord van Houston eindigde op 9 augustus 1938 in Pensacola, Florida.

### Vlaggenschip
De Houston werd het vlaggenschip van de Amerikaanse vloot op 19 september, toen Admiraal Claude C. Bloch zijn vlag aan boord bracht. Deze status behield het schip tot 28 december, toen het terugkeerde naar de Scouting Force. Op 4 januari 1939 vertrok het van San Francisco naar Norfolk en Key West gedurende de training van vlootmissie XX en vervoerde  de president en de directeur van deze marineoperaties, admiraal William D. Leahy, voor de duur van de missie. De kruiser arriveerde op 7 april in Houston voor een kort bezoek, voordat hij terugkeerde naar Seattle, waar hij op 30 mei aankwam.
Op 7 december 1939 kwam de kruiser aan als het vlaggenschip van het Hawaiian Detachment. Hij arriveerde na 7 januari 1939 na wat heen en weeroperaties. Vervolgens voer het schip verder naar Mare Island op 17 februari 1940. Het zette koers naar Hawaï en vertrok naar de Filipijnse eilanden op 3 november van dat jaar. Hij werd op 19 november in Manilla verwelkomd en werd het vlaggenschip van admiraal Thomas C. Hart, de commandant van de Aziatische vloot.
Kort voor het uitbreken van de oorlog in de Stille Oceaan werden vijf quad-mount 1.1 kaliber anti-aircraft kanonnen naar Cavite Naval Yard in de Filipijnen verscheept. Vier van deze wapens werden geïnstalleerd op de torens aan boord van de Houston; dit om de effectiviteit  van de luchtverdediging van het schip te verhogen.

## Tweede Wereldoorlog
Toen de oorlogsdreiging toenam, bracht  Admiraal Hart zijn vloot in gereedheid. Op de avond van de aanval op Pearl Harbor werd het Houston-smaldeel bij het eiland Panay uitgebreid met vlootunits die gebonden waren aan Darwin, Australië, waar het op 28 december 1941 via Balikpapan en Surabaya aankwam. Na de patrouilleplicht stond het bij Surabaya het Amerikaanse-Britse-Nederlandse-Australische (ABDA) smaldeel terzijde waarvan admiraal Karel Doorman vlootvoogd was.

### Slag van Makassar Straat
De strijdmacht  werd weldra aangevallen door Japanse vliegtuigen en leed zware verliezen.
Luchtvaartincidenten kwamen vervolgens vaak voor in het gebied. De schutters van de Houston schoten 4 Japanse vliegtuigen op 4 februari 1942  uit de lucht in de Slag van Bali Zee (ook bekend als de Slag van Makassar Straat), zodat admiraal Karel Doorman bevelhebber van de Koninklijke Marine in zijn land verslag deed dat de Japanse aanwezigheid en betrokkenheid al bij Balikpapan bleek te zijn. Nu kwam het eskader onder Japans kanonvuur te liggen. De Houston incasseerde een treffer, waardoor de nummer drie-geschutstoren werd uitgeschakeld en de lichte kruiser USS Marblehead zo beschadigd werd dat deze uit het slagveld moest worden teruggezonden. Karel Doorman was daardoor gedwongen zijn missie af te breken.
De Houston arriveerde bij Tjilatjap 5 februari. Daar bleef het schip tot het op 10 februari naar Darwin vertrok om een konvooi te vergezellen dat troepen vervoerde om de strijdmacht te versterken die reeds Timor verdedigde. De vloot met USAT Meigs, SS Mauna Loa, SS Portmar en Tulagi, de Houston met de destroyer USS Peary en de jagers HMAS Warrego en HMAS Swan vertrokken voor twee voor de ochtend van 15 februari voor Koepang en Darwin. Om 11 uur 's ochtends werd het konvooi opgemerkt door een Japanse vliegboot die een paar bommen liet vallen, zonder schade te veroorzaken alvorens te verdwijnen. De volgende morgen was er nog een verkenningsvliegtuig, en voor de middag op dezelfde dag werd het konvooi aangevallen door een eskader bommenwerpers en vliegende boten in twee golven. Tijdens de eerste aanval leed de Mauna Loa lichte schade en vielen er twee slachtoffers, een gedood en één gewond. Het geopende vuur van de Houston liet geen zichtbaar effect zien. Tijdens de tweede aanval onderscheidde de Houston zichzelf met voltreffers die het schip tot een geduchte tegenstander maakte. Het schip schoot 7 van de 44 vliegtuigen van de tweede golf uit de lucht. Het konvooi voer in enkele uren naar Timor, en de Houston lanceerde een scoutvliegtuig, op zoek naar de vijandelijke positie. ABDA vermoedde de aanwezigheid van Japanse luchtstrijdkrachten, een dreigende invasie van Timor plus een ondersteunende vloot in de wacht. Ze beval aldus het konvooi terug naar Darwin, dat op 18 februari voor de middag werd bereikt.
De  beschadigde Houston en de Peary vertrokken die dag later om zich weer te voegen bij de strijdkrachten bij Tjilatjap. Kort na vertrek brak de Peary uit om een vermoedelijke onderzeeër te achtervolgen, en verbruikte zoveel brandstof dat de bemanning besloot terug te keren naar Darwin, in plaats van verder te koersen met de Houston. De Houston ontsnapte aldus aan de Japanse aanval op Darwin op 19 februari, waarin de Peary, de Meigs en de Mauna Loa onder de schepen waren die zonken. De Portmar werd gedwongen om vast te lopen op het strand.

### De slag in de Javazee
Er werd bekend dat de grote Japanse invasiemacht naar Java beveiligd was door een formidabele oppervlakte-eenheid van schepen, Admiraal Doorman besloot tot een meet and seek-manoeuvre om  het hoofdkonvooi te vernietigen. Op koers op 26 februari 1942 met de kruisers Houston, De Australische HMAS Perth, HNLMS De Ruyter, HMS Exeter, HNLMS Java en tien destroyers, werd de Japanse ondersteunende vlootmacht onder Admiral Takeo Takagi, bestaande uit vier kruisers en 13 destroyers, aangetroffen in de late namiddag van 27 februari 1942.  Toen de Japanse destroyers  een rookgordijn legden, openden de kruisers van beide vloten het vuur op elkaar. Na een ineffectieve torpedo-aanval, lanceerden de Japanse lichte kruisers en destroyers  een tweede torpedo-aanval. De Nederlandse oorlogsbodem HNLMS Kortenaer kreeg een voltreffer en brak doormidden. De HMS Exeter en de destroyer HMS Electra werden door zwaar kanonvuur getroffen, de Electra zonk kort daarna. Om 17:30 draaide Admiral Doorman naar het zuiden naar de Java-kust, om een verdere omsingeling te voorkomen. Zijn hoofddoel bleef echter het konvooi te vernietigen.
De geallieerde vloot incasseerde een andere torpedo-aanval en volgde de kust, gedurende welke tijd de destroyer HMS Jupiter was gezonken, hetzij door een mijn of door een interne explosie. De destroyer HMS Encounter werd losgekoppeld om de overlevenden van Kortenaer op te pikken. De Amerikaanse destroyers keerden terug naar Surabaya omdat ze al hun torpedo’s afgevuurd  hadden. Zonder bescherming van de destroyers werd met de vier overgebleven schepen van Doorman nogmaals noordwaarts gekeerd, in een laatste poging om de invasie van Java te stoppen. Doorman seinde: “All ships follow me”. Om 23.00 uur troffen de kruisers opnieuw de Japanse invasiegroep. Varend op parallelle koersen, openden de tegenovergestelde eenheden het  vuur op elkaar. Echter, de Japanners lanceerden 30 minuten later een torpedo-aanval. De Ruyter en de Java werden geconfronteerd met een breed vuur van 12 torpedo's, die hun vernietiging tot gevolg had. Voordat de Ruyter zonk, verordonneerde  Karel Doorman nog de Houston en de Perth om naar Tanjong Priok terug te keren, waarna dezen het strijdtoneel verlieten en op volle kracht terugstoomden.
Deze strijd was de grootste zeeslag van oppervlakteschepen sinds de Slag van Jutland in de Eerste Wereldoorlog. Twee kruisers en drie destroyers  van de ABDA marine-smaldeel waren gezonken, de kruiser Exeter was beschadigd en de overige schepen zetten koers naar Surabaya en Tanjong Priok om opnieuw te bunkeren voor stookolie en geschutsmunitie.

### Slag in de Straat van Soenda
De Houston en de Perth bereikten op 28 februari Tanjong Priok, waar ze probeerden te bunkeren. Ze werden voorzien van stookolie, maar er was geen geschikte munitie. De twee kruisers werden opgedragen om weer naar Tjilatjap te varen tezamen met de Nederlandse destroyer Evertsen, maar vertrokken om 17:00 zonder de Evertsen, die vertraagd was. De geallieerden dachten dat de Straat van Sunda vrij zou zijn van vijandelijke schepen, vanwege  de laatste inlichtingenrapporten die aangaven dat Japanse oorlogsschepen niet binnen de 50 kilometer voeren, echter, een grote Japanse macht had zich bij Bantam Bay verzameld.  Om  23:06 waren de twee kruisers ter hoogte van St. Nicholas Point, toen de uitkijk op de Perth een onbekend schip spotte; Toen werd geconstateerd dat het een Japanse destroyer  was, opende de  Perth het vuur.  Echter, zodra dit gebeurde, verschenen er meerdere Japanse oorlogsschepen en werden de twee geallieerde schepen omsingeld. Maar de Japanse kruisers waagden zich niet korter bij.
De twee kruisers ontweken door de boeg naar de vijand te draaien, negen torpedo's die gelanceerd werden door de destroyer  Fubuki.  Volgens de ABDA post-battle rapportages zagen de kruisers naar verluidt één transport en voeren drie andere naar het strand, maar zagen de geallieerde schepen geen kans van doorvaren via de Sunda Straat vanwege een enorm eskader op hun weg en zouden dan in de nabijheid de zware kruisers Mogami en Mikuma  treffen. Om middernacht probeerde de Perth een weg door de vijandelijke destroyers te forceren, maar werd door vier torpedo's in een tijdspanne van een paar minuten getroffen en vervolgens blootgesteld aan een langdurig kanonnade tot ze op 1 maart om 00:25 ten onder ging.

### Ondergang van de USS Houston
Aan boord van Houston beschikten de voorwaartse torens over onvoldoende munitie, zodat de bemanning de granaten van de gehandicapte nummer drie met mankracht vervoerde naar de andere voorwaartse torens. De oorlogsbodem gaf inmiddels vuur met alles wat maar schieten kon. De Houston werd kort na middernacht door een torpedo getroffen en kwam stil te liggen. Er braken overal op het schip brandjes uit en Rooks liet de munitie besproeien om het schip niet te laten exploderen. Hiermee was de hoofdbewapening uitgeschakeld. De schutters van de Houston troffen drie verschillende torpedobootjagers en een mijnenveger uitgeschakeld, maar het schip werd weldra door drie volgende torpedo’s fataal getroffen. Kapitein Albert Rooks beval het schip te verlaten. Hij kwam aan dek om afscheid van zijn bemanning te nemen en werd omstreeks 00:30 door een exploderende granaat gedood. Toen het schip stillag, kwamen de Japanse destroyers dichterbij om met mitrailleurvuur de bovenbouw te bestoken, waar nog steeds afweervuur vandaan kwam. Een paar minuten later rolde de Houston over de zijkant en zonk.
Van de 1.061 bemanningsleden aan boord overleefden er 368, waaronder 24 van het 74-man sterke Marine Detachment. Zij werden vervolgens opgepikt en gevangengenomen door de Japanners, die hen afvoerden naar de gevangenis in Serang.

## Nasleep
Het lot van de Houston (men sprak over een ‘spookschip’) was bijna negen maanden vrij onbekend in de wereld. Het hele verhaal van het laatste gevecht van het schip bleef onverteld totdat de overlevenden aan het einde van de oorlog uit de Japanse gevangenenkampen bevrijd waren. Vóórdien werden op 30 mei 1942 1.000 nieuwe rekruten voor de Marine, bekend als de Houston Vrijwilligers, bij een toewijdingsceremonie in het centrum van Houston aangenomen om degenen die verloren waren gegaan op de Houston te vervangen. Op 12 oktober 1942 werd de lichte kruiser Vicksburg (CL-81), die in aanbouw was,  “Houston” genoemd ter ere van het oude schip.

President Roosevelt verklaarde: 
Onze vijanden hebben ons de kans gegeven om te bewijzen dat er een ander USS Houston en nog een USS Houston zal zijn als dat nodig is, en nog een volgende USS Houston zolang de Amerikaanse idealen in gevaar zijn.
Kapitein Rooks heeft postuum de medaille van eer ontvangen voor zijn acties. Kapitein George S. Rentz, die zijn reddingsvest aan een jongere zeeman had overgedragen, nadat hij zich in het water bevond, kreeg postuum de Marine Cross. Hij was de enige marinekapitein die zo geëerd werd  tijdens de Tweede Wereldoorlog. De bemanning van de Houston wordt herdacht naast die van de Perth in het heiligdom van Heerlijkheid in Melbourne, Australië, en ook in St. John's Anglican Church, Fremantle.

## Onderzoek naar het wrak
In een trainingsperiode die werd uitgevoerd in het kader van de oefenreeks Cooperation Afloat Readiness and Training 2014, werden de Amerikaanse marineduikers, bijgestaan door personeel van de Indonesische Marine, verteld dat ze het wrak van de USS Houston in juni 2014  zouden bezoeken. Het doel van de missie was om de conditie van het schip te bepalen en een specifieke training te geven om de duikers te begeleiden en het verzonken schip in kaart te brengen. Het formele rapport werd in augustus 2014 vrijgegeven. Er werd bevestigd dat het wrak dat van de Houston was. In het rapport werd ook aangegeven dat het wrak door de jaren heen onder illegale berging heeft geleden, waaronder het verwijderen van klinknagels en het weghalen van een stalen plaat uit de romp. In het onderzoek werd ook actieve olieafzetting van de brandstoftanks van het schip geconstateerd en geregistreerd.
Een later onderzoek van de Houston vond plaats in oktober 2015, waarbij de Amerikaanse en Indonesische marineduikers aan boord van USNS Safeguard de opdracht kregen voor een negen dagen durend onderzoek van de Houston en de Perth (die ook voorwerp  was van onbevoegde onttakeling). Deze duikers hebben de toestand van de twee scheepswrakken gedocumenteerd. De verkregen gegevens werden gepubliceerd en bekendgemaakt tijdens een conferentie in Jakarta, om de illegale berging van wrakken van oorlogsschepen in de Javazee tegen te gaan en te voorkomen.